# Bossen en heiden van Zandig Vlaanderen: oostelijk deel
Bossen en heiden van Zandig Vlaanderen: oostelijk deel of Zandig Vlaanderen Oost is een Natura 2000-gebied (BE2300005) in Vlaanderen. Het gebied ligt in de noordelijke helft van de provincie Oost-Vlaanderen, grotendeels in het Meetjesland. Het Natura 2000-gebied beslaat 3377 hectare verspreid over twaalf verschillende natuurgebieden in Zandig Vlaanderen. In het gebied komen twaalf Europees beschermde habitattypes voor: blauwgraslanden, droge heide, eiken-beukenbossen op zure bodems, essen-eikenbossen zonder wilde hyacint, glanshaver- en grote vossenstaartgraslanden, heischrale graslanden en soortenrijke graslanden van zure bodems, open graslanden op landduinen, oude eiken-berkenbossen op zeer voedselarm zand, valleibossen, elzenbroekbossen en zachthoutooibossen, vochtige tot natte heide, voedselarme tot matig voedselarme wateren met droogvallende oevers, voedselrijke, gebufferde wateren met rijke waterplantvegetatie, voedselrijke, soortenrijke ruigtes langs waterlopen en boszomen.
Het landschap bestaat uit bossen (Drongengoedbos, Vinderhoutse Bossen, Bellebargiebos, Heidebos, Stropersbos, ...), waar de heide zich langzaam herstelt, en valleilandschappen (Moervaart, Zuidlede, Zeverenbeek, ...).
Er komen acht Europees beschermde diersoorten voor in het gebied: Brandts vleermuis, franjestaart, gewone grootoorvleermuis, grijze grootoorvleermuis, kamsalamander, laatvlieger, mopsvleermuis, rosse vleermuis, watervleermuis.
Gebieden die deel uitmaken van het Natura 2000-gebied zijn: Kraenepoel en Markettebossen, Burkel en Kapellebossen (Torrebos), Bellebargiebos (Kwadebossen), Drongengoedbos-Maldegemveld, Stropersbos, Heidebos, Het Leen, Vinderhoutse Bossen, bos van het Kasteel van Ooidonk, Vallei van de Moervaart en Zuidlede (met het Siesmeersbos in Puyenbroeck), Vallei van de Zeverenbeek.

## Afbeeldingen

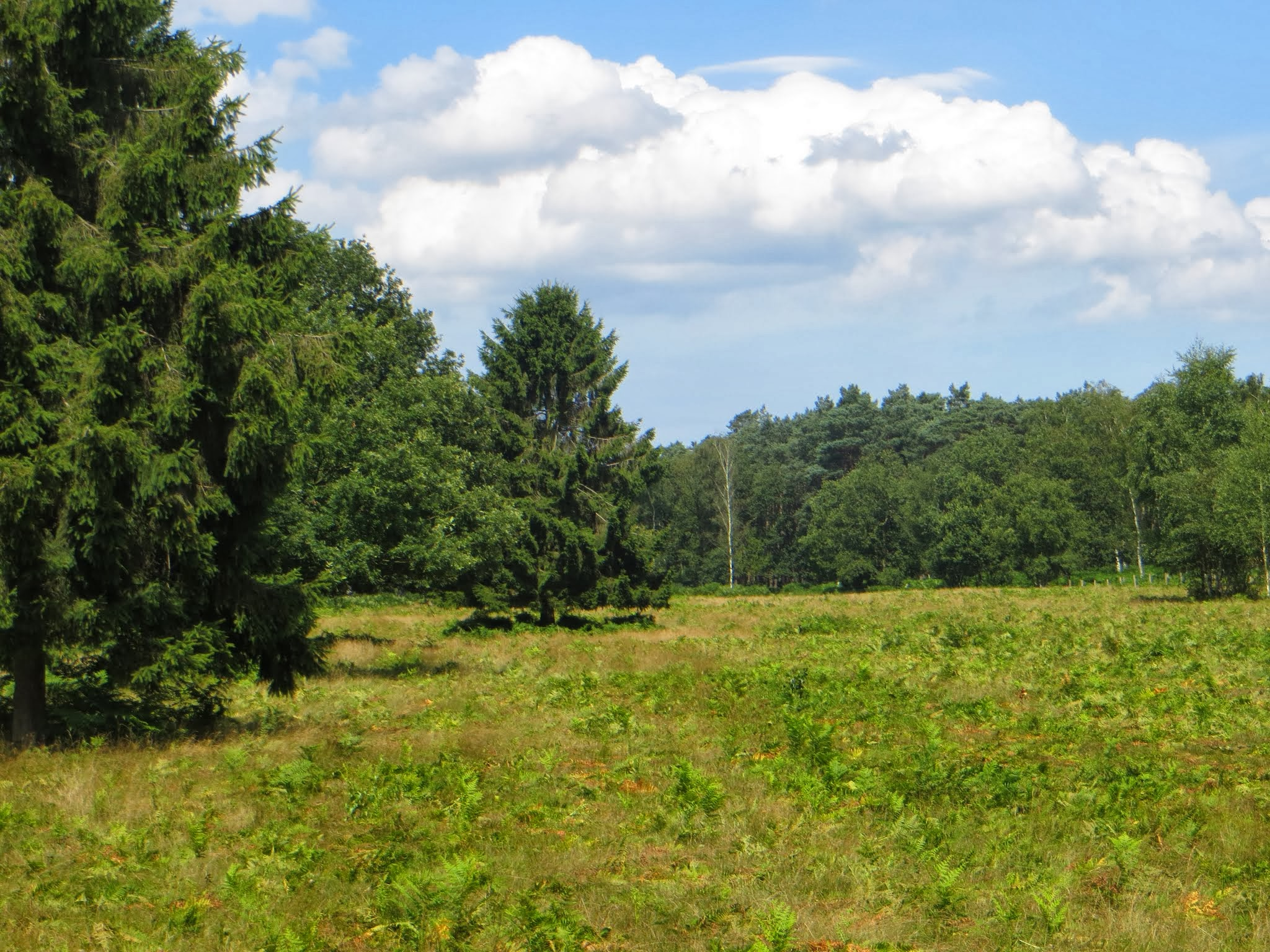
Heidebos
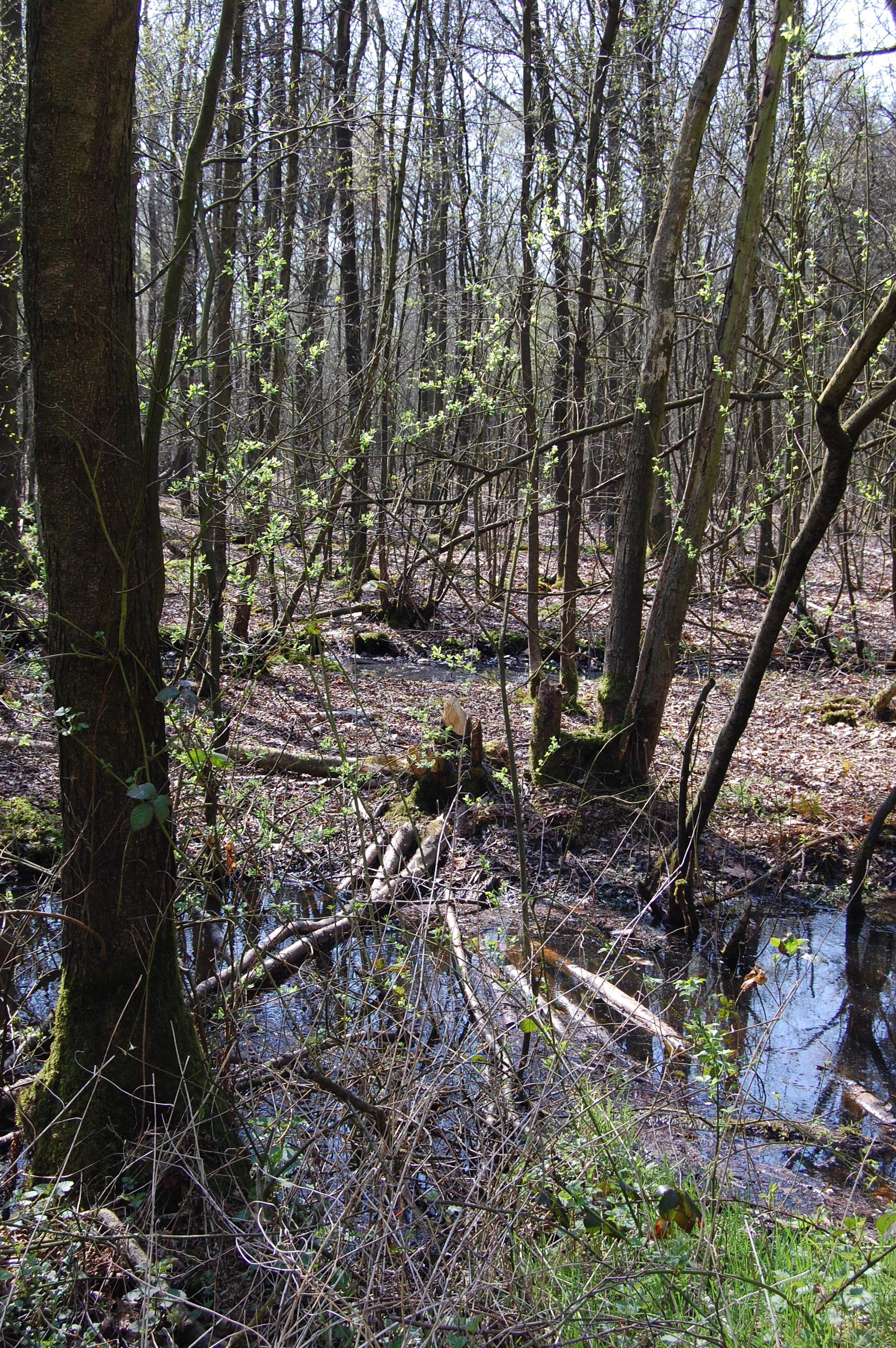
Stropersbos
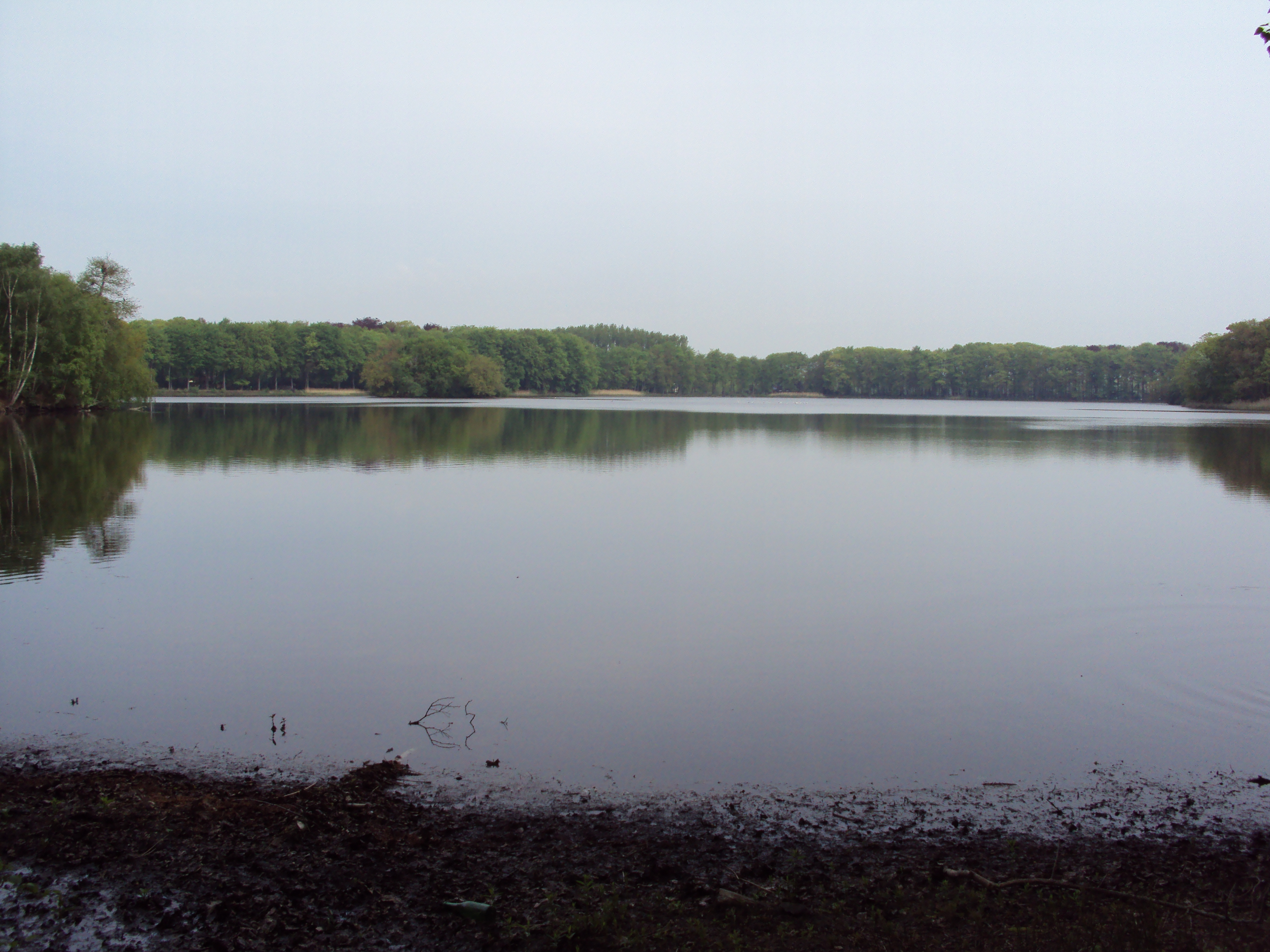
Kraenepoel
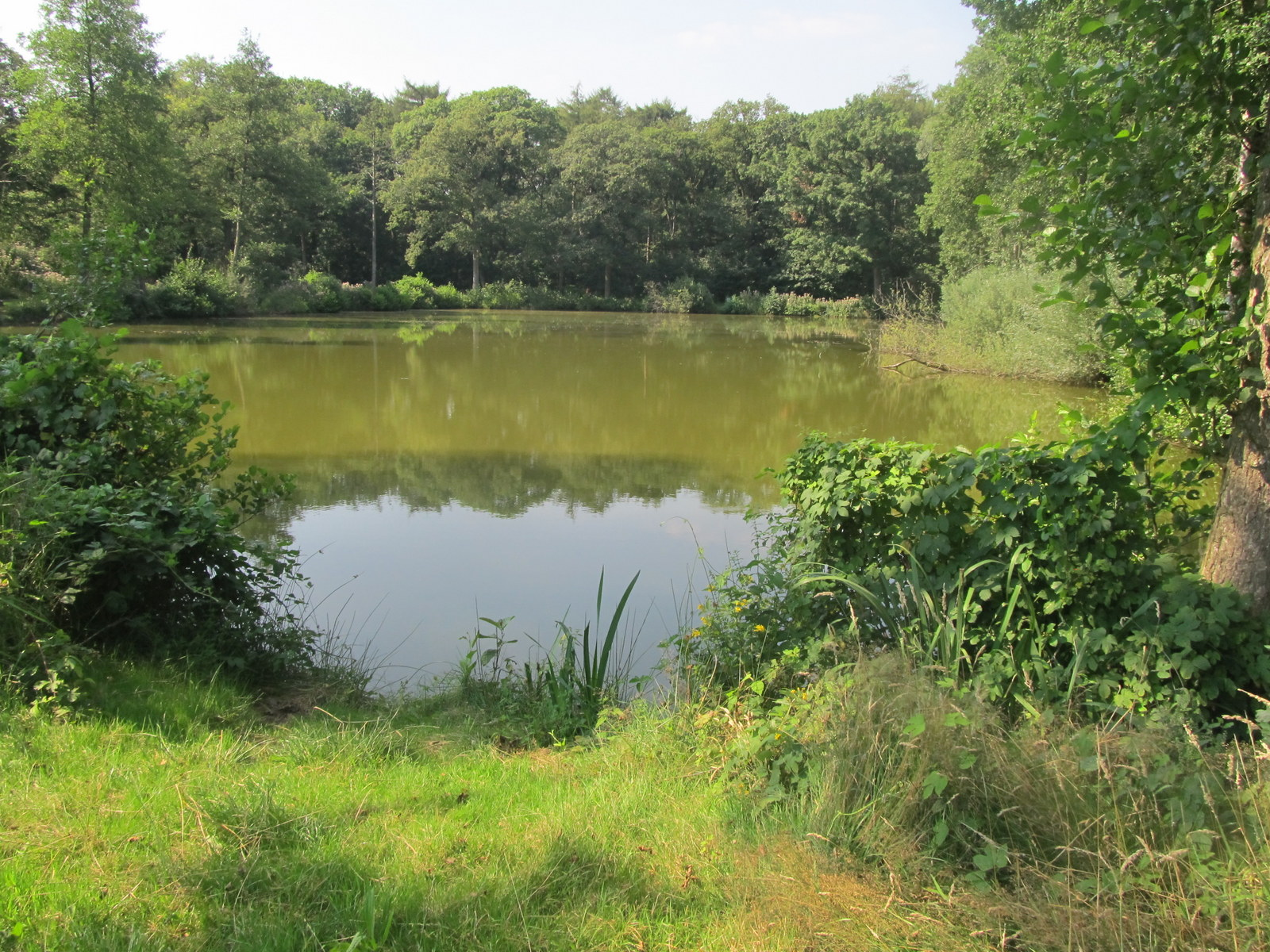
Het Leen
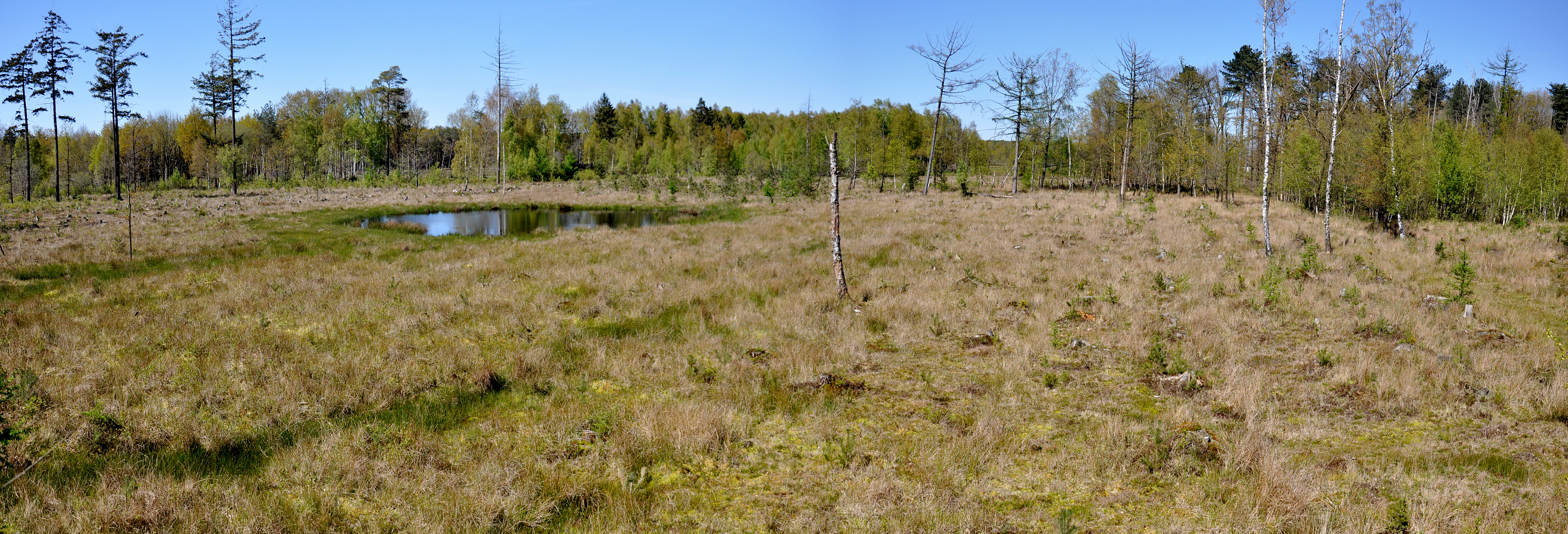
Maldegemveld
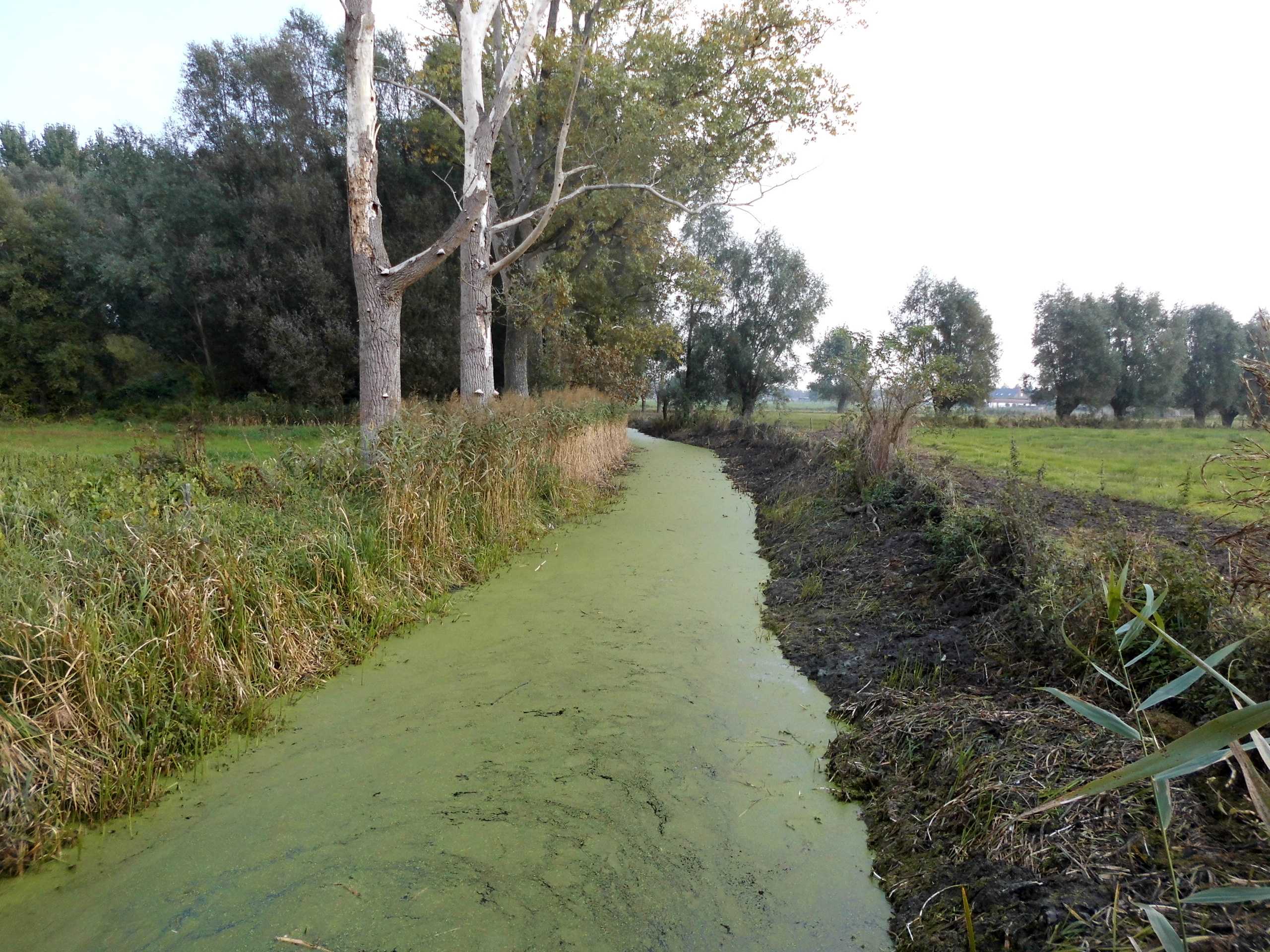
Vallei van de Zeverenbeek
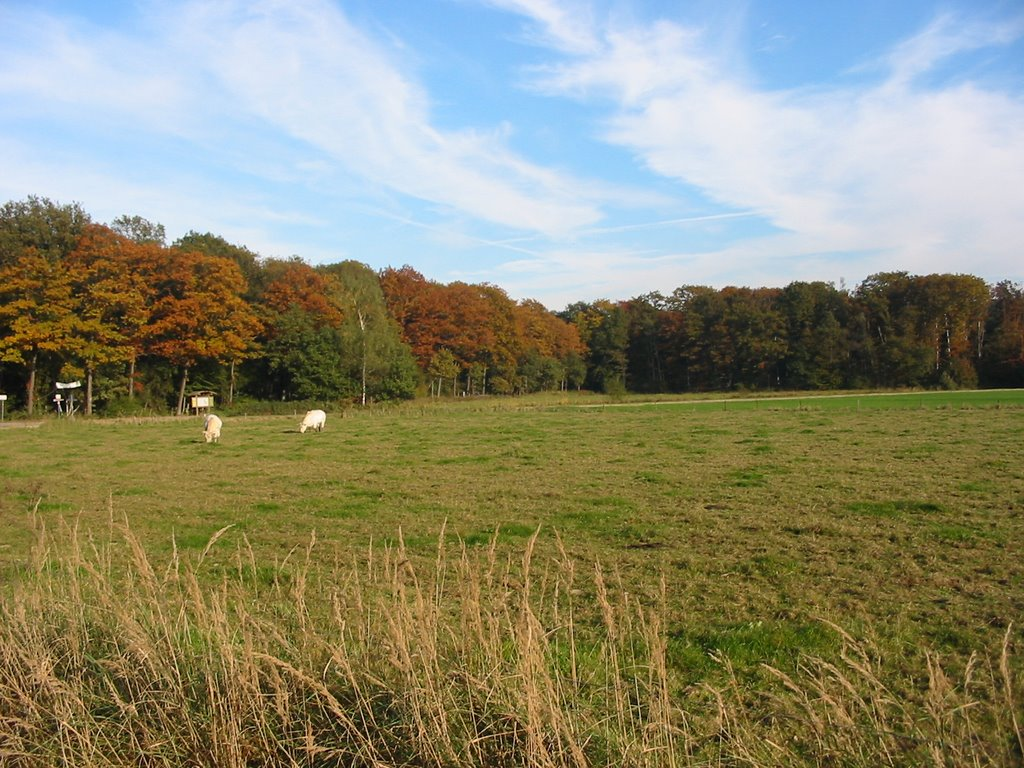
Drongengoedbos
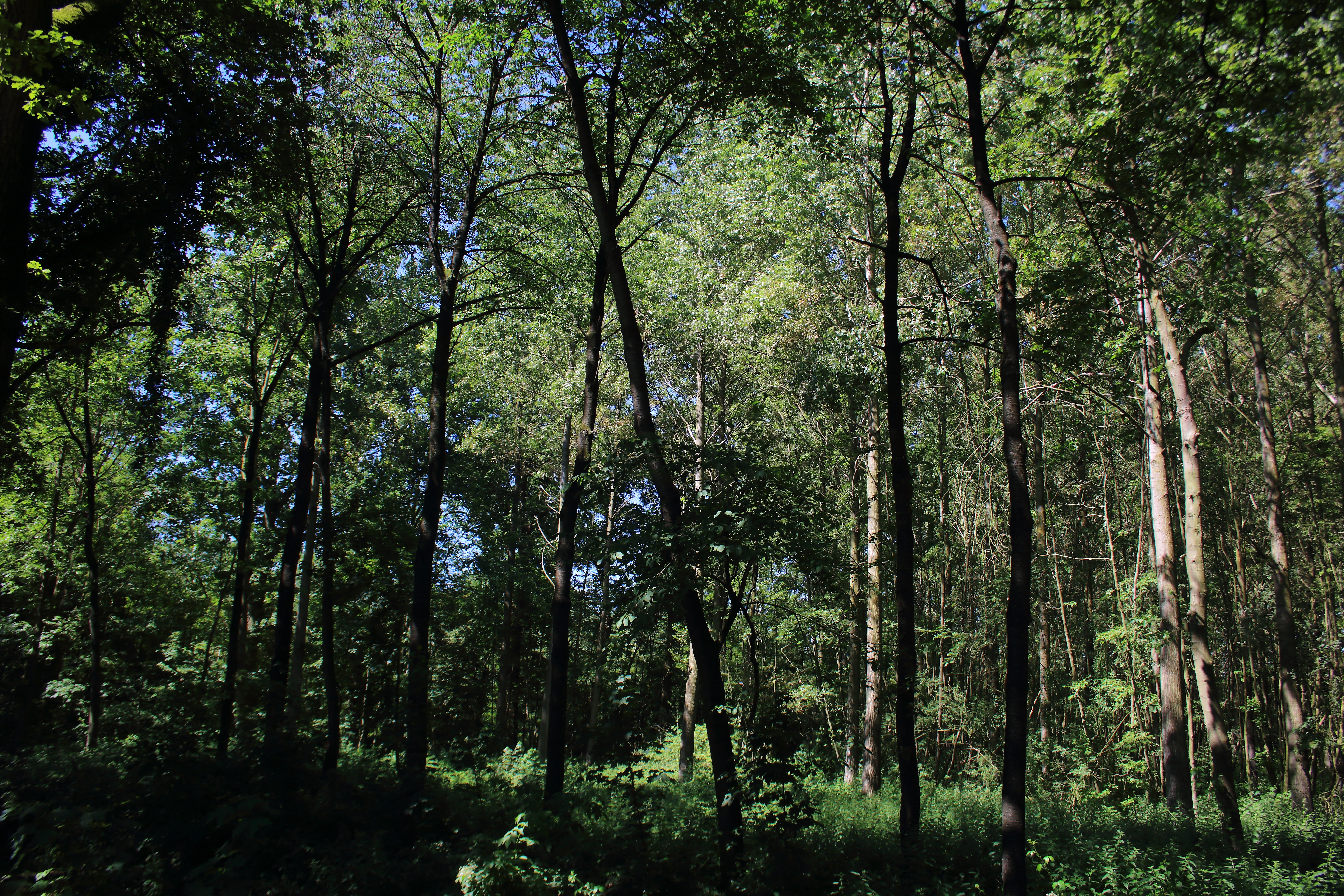
Bos van het kasteel van Ooidonk
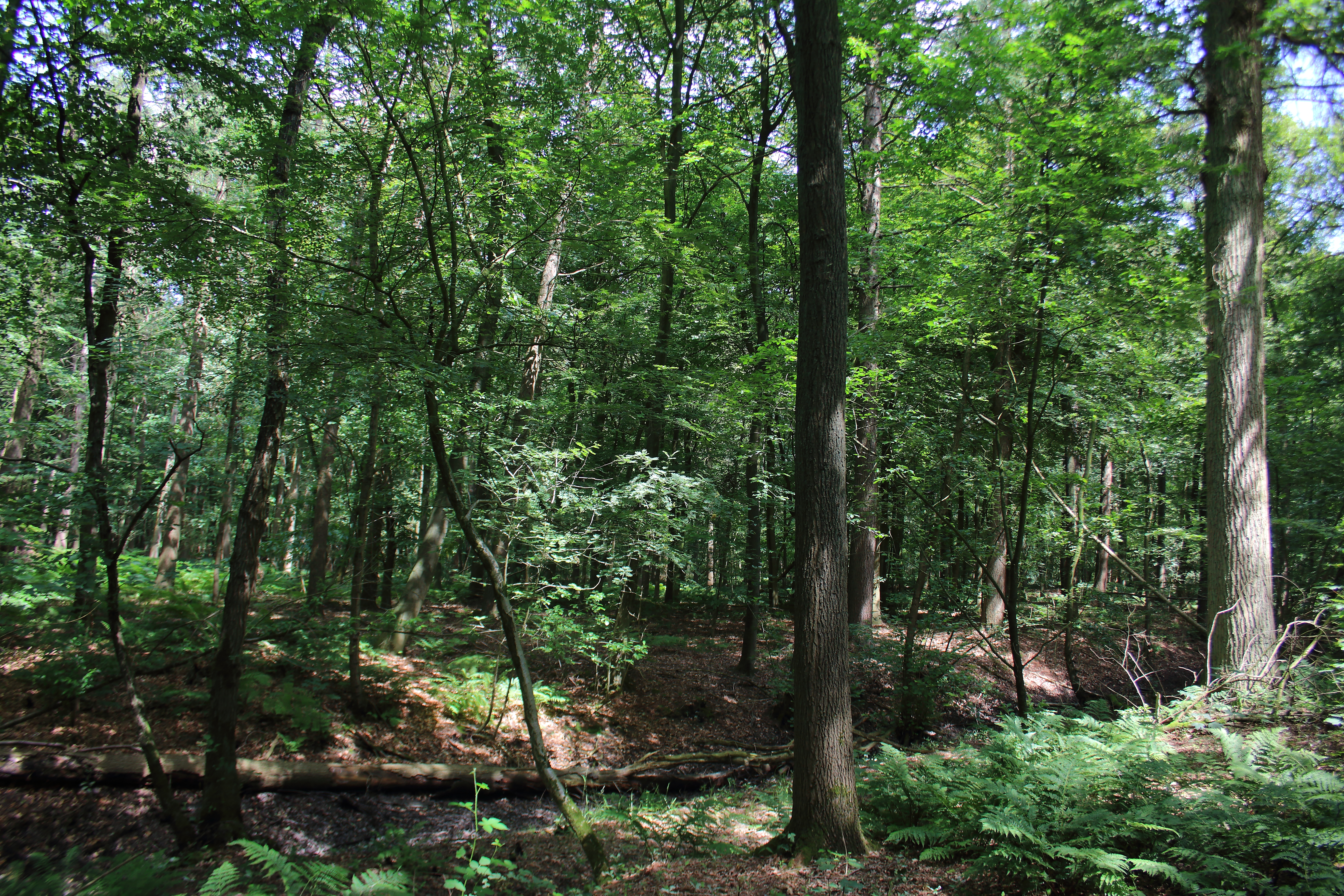
Bellebargiebos
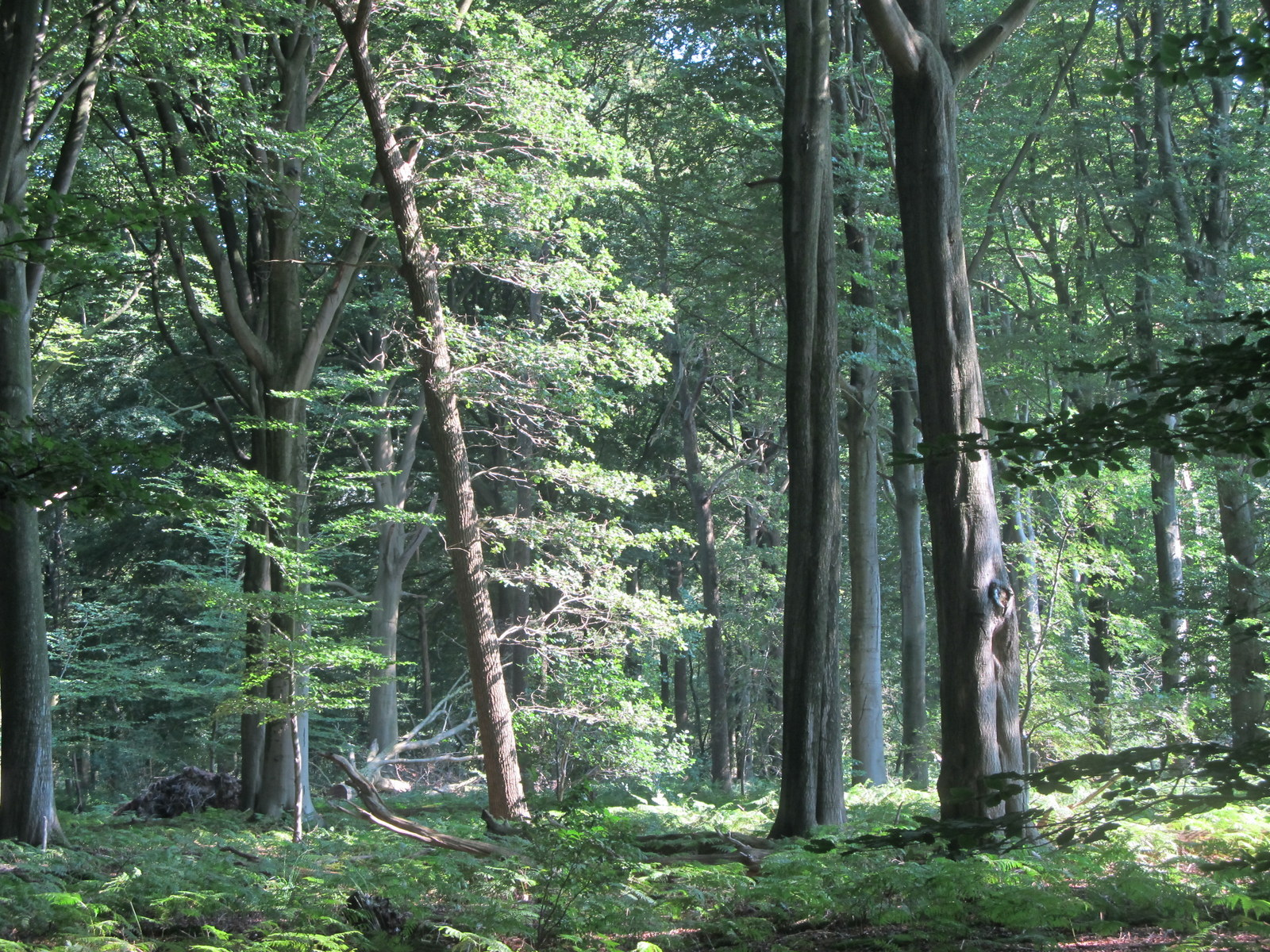
Het Leen